# 김창경
김창경(金昌經, 1959년 4월 23일 ~ )은 대한민국 前 공무원을 지낸 대학 교수이다.

## 학력
- 1978년 : 경동고등학교 졸업
- 1982년 : 서울대학교 금속공학 학사
- 1984년 : 서울대학교 대학원 금속공학 석사
- 1991년 : 매사추세츠 공과대학교 공과대학원 재료공학 박사

## 경력
- 1991.09 ~ 1996.09 : 광운대학교 겸임교수
- 1996.09 ~ 1997.03 : 서강대학교 겸임교수
- 1997.03 ~ 2008.02 : 한양대학교 공과대학 신소재공학부 교수
- 2000 ~ 2002 : 교육인적자원부 과학기술분야 재료사업단 단장
- 2004 ~ 2007 : 산업자원부 대학산업기술지원단 단장
- 2004 ~ 2007 : 한국산업기술재단 이사
- 2004 ~ 2007 : 한국기술거래소 이사
- 2004 : 국가과학기술위원회 국가연구개발사업평가 및 사전조정 위원
- 2004 ~ 2007 : 과학기술부 나노통합과학기술연구단 단장
- 2004 ~ 2006 : 국가과학기술위원회 기획예산조정전문위원회 위원
- 2005 ~ 2008 : 한국과학기술단체총연합회 이사
- 2005 ~ 2007 : 국가과학기술위원회 국가연구개발사업평가 및 사전조정 위원
- 2005 ~ 2007 : 교육인적자원부 제2차 국가 인적 자원 개발 기본계획수립 전문회의 위원
- 2005 ~ 2007 : 정보통신연구기반조성사업심의위원회 위원
- 2005 ~ 2007 : 정보통신부 기획위원
- 2008.02 ~ 2009.02 : 대통령비서실 교육과학문화수석비서관실 과학기술비서관
- 2009.03 ~ 2010.08 : 한양대학교 공과대학 신소재공학부 교수
- 2009.05 ~ 2010.08 : 산업기술연구회 이사
- 2009.10 ~ 2009.12 : 지식경제 R&D 시스템 혁신위원회 위원
- 2009.10 ~ 2010.08 : 지식경제부 정책 자문교수
- 2010.02 ~ 2010.08 : 교육과학기술부 미래인재포럼 위원
- 2010.03 ~ 2010.08 : 대구경북과학기술원 이사
- 2010.04 ~ 2010.08 : 한국교육개발원 미래교육기획위원회 위원
- 2010.06 ~ 2010.08 : 한국광기술원 이사
- 2010.08 ~ 2012.06 : 교육과학기술부 제2차관
- 2011.04 : 국제과학비즈니스벨트위원회 당연직 위원
- 2021.12 ~ 2022.01 : 국민의힘 선거대책위원회 정책총괄본부 4차 산업혁명 선도 정책본부장
- 2022.01 ~ 2022.03 : 국민의힘 제20대 대통령선거 정책본부 4차 산업혁명 선도 정책본부장
- 2022.03 ~ 2022.05 : 제20대 대통령직인수위원회 과학기술교육분과 인수위원
- 2022.05 ~ 2022.06 : 대통령비서실 교육과학기술특별보좌관
- 2024.08 ~ : 디지털플랫폼정부위원회 위원장

## 수상
- 2010년 : 과학기술훈장 웅비장

| 전임 김중현 | 제3대 교육과학기술부 제2차관 2010년 8월 16일 ~ 2012년 6월 10일 | 후임 조율래 |

| 전임 고진 | 제2대 디지털플랫폼정부위원회 위원장 2024년 8월 29일 ~ |  |